# Parona signata
Parona signata är en fiskart som först beskrevs av Jenyns, 1841.  Parona signata ingår som enda art i släktet Parona och familjen taggmakrillfiskar. Inga underarter finns listade i Catalogue of Life.